# Пустынин, Михаил Яковлевич
Михаил (Герш) Яковлевич Пустынин (настоящая фамилия Розенблат; 16 (28) ноября 1884, Одесса, Херсонская губерния, Российская империя — 25 января 1966, Москва, СССР) — русский и советский писатель-сатирик, поэт, редактор, журналист.

## Биография
Родился 16 ноября (по старому стилю) 1884 года в семье одесского мещанина Янкеля Гершковича Розенблата и Ханы Розенблат. Окончил Одесское техническое училище. Начал печататься в 1905 году — в журнале «Сатирикон» и других периодических изданиях.
С 1918 года работал в Витебске, в РОСТА, вместе с Михаилом Разумным один из основателей Театра революционной сатиры.
С 1920-х годов жил в Москве, автор фельетонов в журнале «Крокодил» и других юмористических изданиях. Редактор  «Газеты для чтения» (1922).
Автор стихотворения «Да здравствует „Долой!“».

## Семья
- Жена (с 19 ноября 1906 года[4]) — Любовь Сауловна (Цирл Шулимовна) Айзеншер (в первом браке —  Розенблат, во втором браке —  Павлова, 1883—1952), сестра художника «Парижской школы» Сержа Фотинского, бабушка автора-исполнителя Дмитрия Сухарева[5][6][7].
  - Сын — Леонид Михайлович Розенблат (1908 — ?), агроном.
- Третья жена — Полина Борисовна Розенблат.